# Charles Nicolle
Charles Jules Henri Nicolle (født 21. september 1866 i Rouen, død 28. februar 1936 i Tunis) var en fransk læge og nobelprisvinder. Han blev tildelt Nobelprisen i fysiologi eller medicin i 1928 for sit arbejde med at udvikle en medicin mod mæslinger.
Nicolle lærte tidlig om biologi fra sin fader, Eugène Nicolle, som var læge ved sygehuset i Rouen. Han fik en kandidatgrad i 1893 fra Pasteur Institute. På dette tidspunkt vendte han til Rouen som medlem af medicinfakultetet frem til 1896 og da som direktør for bakteriologlaboratoriet.
I 1903 blev Nicolle direktør for Pasteur Institute i Tunis, hvor han udførte arbejdet med tyfus, som senere skulle give ham en Nobelpris. Han var endnu direktør for instituttet, da han døde i 1936. I 1927 blev han indvalgt som medlem i Kungliga Vetenskapsakademien.
Nicolle skrev også fiktion og filosofi gennem livet, herunder bøgerne Le Pâtissier de Bellone, Les deux Larrons og Les Contes de Marmouse.
Han giftede sig med Alice Avice i 1895 og fik to børn, Marcelle (f. 1896) og Pierre (f. 1898).